# Dernycriterium van 's-Gravenwezel
Het Dernycriterium van 's-Gravenwezel is een wielercriterium in het Antwerpse 's-Gravenwezel. Sinds 2003 wordt het criterium op een kort parcours in het centrum van de gemeente verreden.

## Erelijst
| Jaar | 1e                  | 2e                 | 3e                  |
| ---- | ------------------- | ------------------ | ------------------- |
| 2003 | Mario De Clercq     | Edwin Smeulders    | Sven Nys            |
| 2004 | Sven Nys            | Nico Mattan        | Peter Farazijn      |
| 2005 | Sven Nys            | Niels Albert       | Edwin Smeulders     |
| 2006 | Marc Wauters        | Jérôme Montagne    | David Van Pelt      |
| 2007 | Peter Van Petegem   | Björn Leukemans    | Nico Mattan         |
| 2008 | Philippe Gilbert    | Niels Albert       | Michael Van Staeyen |
| 2009 | Serge Pauwels       | Gert Steegmans     | Kris Boeckmans      |
| 2010 | Niko Eeckhout       | Wouter Weylandt    | Christophe Moreau   |
| 2011 | Niels Albert        | Kris Boeckmans     | Tosh Van der Sande  |
| 2012 | Kris Boeckmans      | Tosh Van der Sande | Kristof Goddaert    |
| 2013 | Tosh Van der Sande  | Kristof Goddaert   | Kris Boeckmans      |
| 2014 | Alessandro Petacchi | Kris Boeckmans     | Nick Nuyens         |
| 2015 | Preben Van Hecke    | Kris Boeckmans     | David Boucher       |
| 2016 | Kris Boeckmans      | Timothy Dupont     | Davide Rebellin     |
| 2017 | Davide Rebellin     | Tosh Van der Sande | Kris Boeckmans      |
| 2018 | Moreno De Pauw      | Davide Rebellin    | Preben Van Hecke    |
| 2019 | Iljo Keisse         | Lars Boom          | Laurens De Vreese   |